# (69) Гесперия
(69) Гесперия (лат. Hesperia) — астероид главного пояса, который принадлежит к спектральному классу M. Он был открыт 26 апреля 1861 года итальянским астрономом Джованни Скиапарелли в Брерской обсерватории и назван в честь дочери Нюкты и Океана, одной из гесперид в древнегреческой мифологии. Однако это название также может быть связано с Италией, поскольку древние греки этим термином называли Апеннинский полуостров.

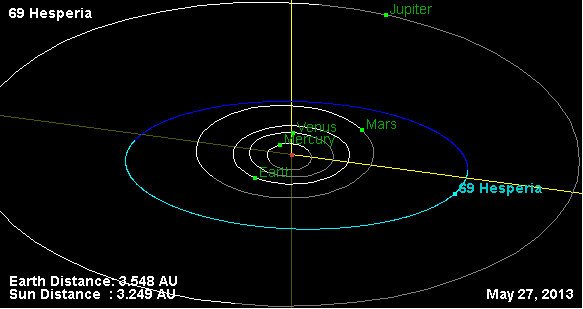
Орбита астероида Гесперия и его положение в Солнечной системе

Наблюдениями обнаружены значительные неоднородности в распределении химико-минералогического состава поверхностного вещества астероида, проявляющиеся при разных фазах вращения.